# Du riechst so gut '98
«Du Riechst So Gut '98» («Hueles tan bien») es el sexto sencillo de la banda alemana Rammstein publicado el 17 de abril de 1998, el cual es una reedición de su primer sencillo Du Riechst So Gut.

## Lista de canciones
1. «Du riechst so gut '98» - 4:24
2. «Du riechst so gut» (Remix by Faith No More) - 1:58
3. «Du riechst so gut» (Remix by Günter Schulz & Hiwall Marshall) - 4:17
4. «Du riechst so gut» (Remix by Sascha Konietzko) - 4:47
5. «Du riechst so gut» (Remix by Olav Brühn [Bobo in White Wooden Houses]) - 4:45
6. «Du riechst so gut» (Remix by Sascha Möser [Bobo in White Wooden Houses]) - 3:53
7. «Du riechst so gut» (Remix by Jacob Hellner / Marc Stagg) - 4:34
8. «Du riechst so gut» (Remix by Günter Schulz "Migräne") - 5:18
9. «Du riechst so gut» (Multimedia Track "Original Video '95")

- Datos: Q1060253